# Mönchengladbach Challenger 2000
Il Mönchengladbach Challenger 2000 è stato un torneo di tennis facente parte della categoria ATP Challenger Series nell'ambito dell'ATP Challenger Series 2000. Il torneo si è giocato a Mönchengladbach in Germania dal 21 al 27 agosto 2000 su campi in terra rossa.

## Vincitori

### Singolare
Nikolaj Davydenko ha battuto in finale  Edwin Kempes con il punteggio di 6–3, 3–6, 6–3

### Doppio
Emilio Benfele Álvarez /  Luis Horna hanno battuto in finale  Francisco Costa /  Germán Puentes con il punteggio di 7–6(1), 1–6, 7–5